# Malko Vranovo, Ruse
Malko Vranovo (în bulgară Малко Враново) este un sat în comuna Slivo Pole, regiunea Ruse,  Bulgaria. 

## Demografie
Componența etnică a satului Malko Vranovo
     Bulgari (14,25%)
     Romi (48,25%)
     Turci (35,58%)
     Nicio identificare (1,9%)
La recensământul din 2011, populația satului Malko Vranovo era de 947 locuitori. Nu există o etnie majoritară, locuitorii fiind romi (48,25%), turci (35,58%) și bulgari (14,25%). Pentru 1,9% din locuitori nu este cunoscută apartenența etnică.